# Бісер Кіров
Бі́сер Кі́ров (болг. Бисер Христов Киров; 4 вересня 1942, Сілістра, Болгарія — 6 листопада 2016, Берлін, Німеччина) — болгарський естрадний співак (тенор). Заслужений артист Народної Республіки Болгарія (1985).

## Біографія
Батько — Кіров Христо Анколе, пастор-адвентист сьомого дня (1914-1977). Мати — Кірова Венціноса Апостолова (1922-1989), художниця. Співак прив'язаний до батьківщини батька — маленького гірського села Чокманово.
|  | Саме тут в 1688 році облаштувалися мої предки, які бігли від ісламізації Родопів. Сьогодні це одне з трьох християнських сіл в Центральних Родопах. |

Створив один з перших болгарських рок-гуртів «Рефлекс».
8 жовтня 1966 року виступив на Дні студентів в Болгарії, після чого співака відразу взяли в кращий оркестр Болгарії «Балкантон».
Але кар'єра почалася в 1967 році на Першому міжнародному фестивалі молодіжної пісні в Сочі, де Бісер Кіров отримав третю премію.
У 1981 році Кіров потрапив в автокатастрофу, пролежав 56 днів в реанімації. Кубинський радіоведучий Альберто Фернандес навіть зробив про нього радіопередачу «Спогади про Бісер Кіров», тому що ЗМІ повідомили, що співак помер.
Багато працював на телебаченні. У 2015 році був номінований на українську премію «Людина року».
Останні роки був хворий на лейкоз. Помер 6 листопада 2016 року в Берліні (Німеччина), де проходив курс лікування. Причиною смерті став обширний інсульт. Прощання з артистом пройшло в Національному театрі імені Івана Вазова в Софії 12 листопада 2016 року. Похований поруч з батьками в селі Чокманово Смолянської області Болгарії.

### Освіта
- У 1961 році закінчив із золотою медаллю гімназію в Софії.
- У 1973 році закінчив Московський інститут тонкої хімічної технології за фахом «Хімія і технологія напівпровідникових матеріалів».
- У 1989 році Бісер Кіров закінчив ГІТІС (з червоним дипломом) і вступив до аспірантури.
- У 2012 році 16 листопада Бісер Кіров присвоєно звання почесного доктора.

## Нагороди та звання
- У 1967 році в Сочі. Третя премія.
- У 1968 році приїхав на фестиваль в Софію, де отримав Золоту медаль IX Всесвітнього фестивалю молоді і студентів і титул «Співак року».
- У 1969 році в Барселоні — Перша нагорода.
- У 1971 році виграв премію «Золотий Орфей».
- У 1976 році «Золотий дельфін» в Югославії.
- У 1978 році — черговий «Золотий Орфей».
- У 1979 році — третій «Золотий Орфей».
- У 1985 році присвоєно звання Заслуженого артиста Народної Республіки Болгарія.
- У 2008 році отримав Почесний знак Президента Республіки Болгарії.

## Сім'я
- Дружина — Кірова Мітка Цвєтанова (народ. 1945), за освітою інженер, хімік-еколог.
- Син — Бісер Кіров-молодший (нар. 1973). Живе в Берліні.
- Донька — Венціноса (1971-2014), юрист (названа в честь бабусі). За іншими відомостями успішний телепродюсер і художник. Жила в Берліні. Померла у віці 42 років після трьох років боротьби з раком. Похована в селі Чокманово в Болгарії[1].
- Онуки — Фріда, Малена, Еліса, Максиміліан.